# 琴滝
琴滝（ことたき）は、京都府船井郡京丹波町市森にある滝。京都府内最大級の高さがある滝である。京都の自然200選のひとつ。

## 概要
京丹波町の南（旧丹波町）に位置する、高さ約40mの1枚岩の上部から流れ落ちる、落差約43mの水が、13弦の琴の糸のように見えることから「琴滝」と呼ばれる。この名前が付いた。京丹波町のランドマークの一つとして親しまれている。流れが静かで繊細な滝として知られる。
この滝は、森の中を抜けたところにあるため、周囲は大変静かで、また、公園として整備されており、遊歩道や吊り橋での散策などが楽しめる。
2009年(平成21年)3月31日に京都府景観資産に登録された。

## 所在地
- 京都府船井郡京丹波町市森
  - JR西日本 山陰本線 園部駅 より中京交通桧山行に約15分乗車、琴滝バス停下車後、徒歩約15分
  - 京都縦貫自動車道 丹波ICからすぐ

## 周辺
- 道の駅丹波マーケス